# Château du Buron
 (mai 2018).
Le château du Buron est un château situé sur la commune de Vigneux-de-Bretagne dans le département de la Loire-Atlantique.

## Historique
Le château fut construit entre 1345 et 1385 pour les ducs de Rohan qui en furent les propriétaires durant quatre siècles. À la suite de mariages, le château échoit au XVIIe siècle à Madame de Sévigné qui y séjourna régulièrement.
En 1700, il fut vendu à la famille Hersart de La Villemarqué, qui en est toujours propriétaire.  
La création du golf de Nantes en 1969, enserre le domaine sur trois côtés.